# 理容師国家試験
理容師国家試験（りようしこっかしけん）とは国家資格である、理容師の免許を取得するための国家試験である。

## 試験
厚生労働省が指定した試験機関である公益財団法人理容師美容師試験研修センターにより実施されている。同法人が定めた受験地（養成施設等）において、学科は3月と9月の2回、実技は1月と8月の2回において行われる。

### 試験科目
筆記
1. 関係法規・制度
2. 衛生管理
3. 理容保健
4. 理容の物理・化学
5. 理容理論

実技
1. 理容の基礎技術
2. 理容を行う場合の衛生上の取扱い

## 受験資格
厚生労働省が指定する理容師養成施設で、昼間及び夜間課程は2年・通信課程は3年以上修学し、必要な学科・技能を修めた者。(修学後の実地訓練については平成10年に廃止された）